# Гуд бай, Ленин!
«Гуд бай, Ленин!» (нем. Good Bye, Lenin!) — немецкий фильм в жанре трагикомедии, рассказывающий историю берлинской семьи в период упразднения ГДР и объединения Германии. Теглайн фильма: «ГДР ещё жива — на 79 квадратных метрах!».

## Сюжет

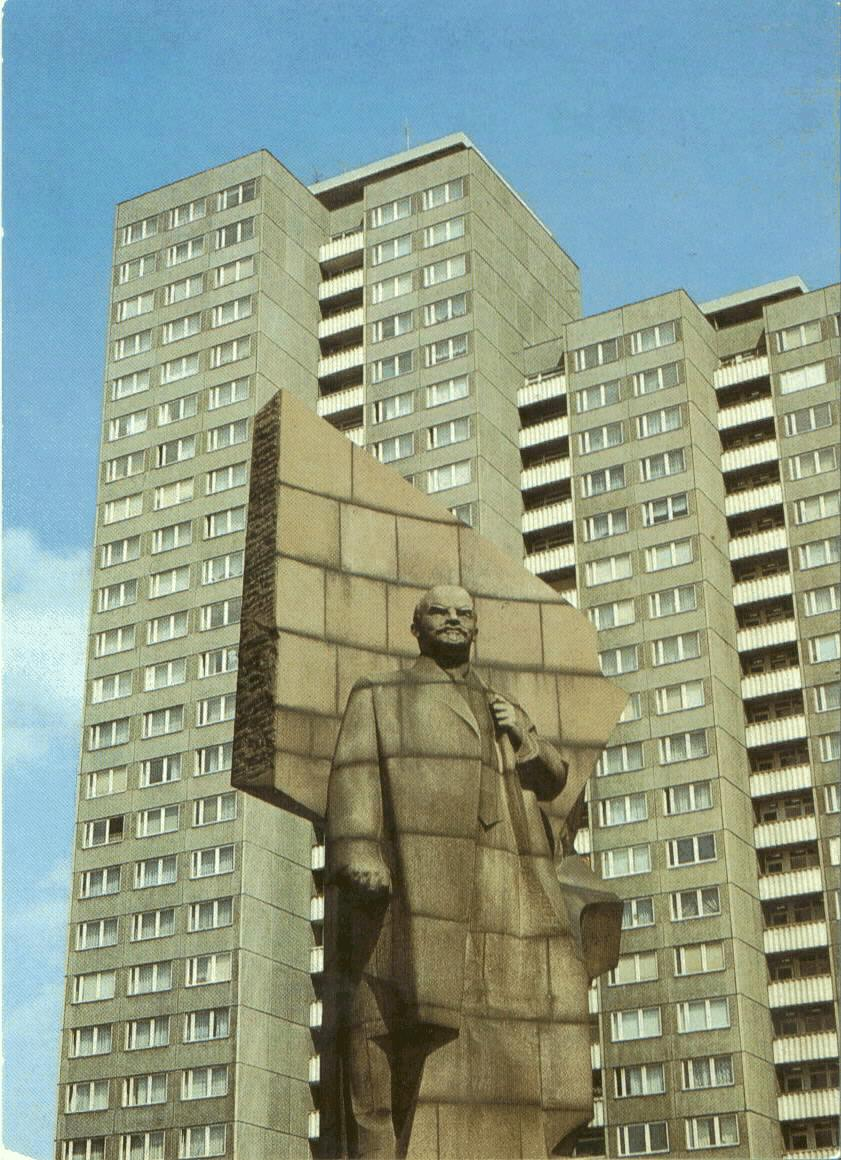
Статуя Ленина в Восточном Берлине

ГДР, 1978 год. В Берлине живёт дружно семья из 4 человек — муж, жена и двое их маленьких детей. Однажды отец семейства отправляется в загранкомандировку и становится невозвращенцем — остаётся на Западе. К матери, Кристиане Кернер, приходят люди в штатском и задают несколько вопросов о поездках мужа на Запад. Мать, свято верящая в идеалы социализма, впадает в депрессию, ни с кем не разговаривает, и её помещают в больницу. Дети регулярно навещают её, и через 8 недель её выписывают. С годами мать становится номенклатурной профсоюзной работницей и увлечённо занимается с пионерами. Её дети вырастают, ничего не зная об отце, потому что мать прячет письма от отца, которые он им шлёт из Западной Германии.
Приходит осень 1989 года. ГДР празднует своё 40-летие и даёт свой последний военный парад. На улицы Берлина выходит масса людей, требующих демократии. В рядах демонстрантов оказывается сын Кристианы, Александр Кернер. Он случайно знакомится в толпе протестующих с советской медсестрой Ларой (Чулпан Хаматова). Органы правопорядка задерживают демонстрантов, в том числе и Александра. Мать случайно становится очевидицей задержания сына и падает в обморок. Вскоре Александра отпускают по причине того, что его мать находится в тяжёлом состоянии. В больнице ему сообщают, что Кристиана в коме. В этой же больнице работает Лара, приехавшая на стажировку из СССР. Алекс ближе знакомится с ней, и они начинают дружить, затем становятся парой.
Восточные немцы массово едут на Запад, бросая свои квартиры. Западные немцы едут на Восток, так как здесь много пустующего жилья. Открываются супермаркеты и ночные клубы. Город покрывается рекламными щитами западных компаний. Через 8 месяцев Кристиана выходит из комы, оставаясь, однако, постельной больной. Несмотря на возражения врача, Алекс решается забрать мать домой. Она всё ещё думает, что живёт в прежней стране, которой руководит СЕПГ и Эрих Хонеккер, хотя тот уже давно в отставке. Стресс для неё смертельно опасен, поэтому сын решает поддерживать её заблуждения. Он решает создать в доме атмосферу привычной для матери «эпохи социализма» со всеми его атрибутами. Для этого ему приходится разыскивать по городу упаковки от продуктов времён ГДР (горошка «Глобус» и шпревальдских огурчиков) и пересыпать туда продукты, купленные в супермаркете. Конечно, дело не ограничивается только антуражем с торговыми марками. Приходится обратиться за помощью к старому коллеге матери, когда-то руководящему работнику, а теперь в условиях капиталистической ФРГ, выброшенному из жизни с запретом на профессию. Он соглашается помочь сыну и играет предложенную ему роль прежней жизни. Со своим новым другом и сослуживцем Денисом, видящим себя режиссёром, они снимают «выпуски новостей», в которых говорится об успехах партии и о строительстве социализма. Затем эти записи сын показывает матери под видом выпусков новостей.
Несмотря на это Александру приходится находить объяснения для рекламного полотна Coca Cola, появившегося на соседнем доме, для большого количества иномарок на улицах, переезжающих в их дом новых соседей из Западной Германии и для многих других вещей. Когда он узнаёт, что наличные сбережения матери не подлежат обмену, он разбрасывает их вместе с Ларой с крыши своего дома. Больная мать постепенно оправляется и чувствует себя настолько хорошо, что решает снова заняться прежним делом, пишет критические отзывы по поводу выявленных недостатков и направляет эти письма властям, с требованием принять меры. Такая практика была очень распространена в прежней социалистической ГДР, а в условиях капиталистической ФРГ выглядит странно и потому вызывает насмешки нового родственника, мужа сестры главного героя. По ходу сюжета сын искренне защищает свою мать от насмешек над ее занятием и говорит, что это вовсе не ерунда, что она делает полезное для общества дело. Кристиане постепенно становится лучше, и однажды она выходит на улицу. Она видит, как сильно изменилась жизнь, пока она болела, — над одной из улиц даже пролетает вертолёт, перевозящий снесённый памятник Ленину, он буквально "парит" над Кристианой. Во время поездки на дачу к Кристиане приходят воспоминания, и она признаётся, что отец остался на Западе с её согласия, так как здесь ему не давали нормально работать, и что он постоянно писал детям письма. Позже выясняется, что отец вернулся в город с новой семьёй, и что дочь, работая в ресторане фастфуда, выдавала ему заказ. У Кристианы случается инфаркт и её снова отправляют в больницу. Врач сообщает Александру, что его матери осталось жить считанные дни.
Решив навестить отца, Алекс садится в такси к водителю, поразительно напоминающему Зигмунда Йена (Штефан Вальц) — первого немецкого космонавта и героя его детства. Сам таксист говорит: «Я знаю, о чём вы подумали… Но я — не он», — но в то же время даёт неоднозначный ответ на вопрос о полёте в космос. Алекс решается использовать таксиста, чтобы снять финальную часть своих фиктивных новостей. 7 октября 1990 года, через четыре дня после объединения страны, он вместе с Денисом записывает «телеобращение» «Зигмунда Йена», «избранного» новым председателем Государственного совета, в котором тот объявляет о «новом политическом курсе» и открытии границ с ФРГ в качестве жеста доброй воли и в ознаменование 41-й годовщины образования ГДР. Алекс и Денис сопровождают «обращение» кадрами от 9 ноября 1989 года, показывающими падение Берлинской стены, также выдавая их за текущие события. Однако перед этим Лара успевает рассказать Кристиане правду об объединении двух Германий. Мать Алекса потрясена тем, как её сын стремился позаботиться о ней, даже идя на ложь, и не говорит ему, что знает правду. Через три дня после «объединения» она умирает. Алекс уверен, что убедил её в том, что теперь Германия — единая социалистическая держава.

## В ролях
| Актёр              | Роль                            |
| ------------------ | ------------------------------- |
| Даниэль Брюль      | Александр Кернер                |
| Катрин Засс        | Кристиана Кернер                |
| Чулпан Хаматова    | Лара                            |
| Мария Зимон        | Ариана Кернер                   |
| Флориан Лукас      | Деннис Домашке                  |
| Александр Байер    | Райнер                          |
| Бургхарт Клаусснер | Роберт Кернер (Отец Алекса)     |
| Михаэль Гуисдек    | Клаппрат                        |
| Кристин Схорн      | Фрау Шафер                      |
| Юрген Хольц        | Герр Гански                     |
| Йохен Штерн        | Герр Мехлерт                    |
| Штефан Вальц       | водитель такси                  |
| Эберхард Кирчберг  | Доктор Вагнер                   |
| Ханс-Уве Байер     | Доктор Мейес                    |
| Нико Ледермюллер   | Александр Кернер (11-летний)    |
| Юрген Фогель       | задержанный демонстрант, утёнок |

## Награды
- 2003 — 53-й Берлинский кинофестиваль
  - Премия «Голубой ангел» за лучший европейский фильм
- 2003 — Награды Европейской киноакадемии
  - Лучший фильм
  - Лучшее исполнение мужской роли: Даниэль Брюль
  - Лучший сценарий: Бернд Лихтенберг
- 2003 — Национальные кинонаграды Германии
  - Лучший фильм — Золото
  - Лучшее исполнение мужской роли — Золото: Даниэль Брюль
  - Лучшая режиссура — Золото: Вольфганг Беккер
  - Лучший монтаж — Золото: Питер Р. Адам
  - Лучшая музыка — Золото: Ян Тирсен
  - Лучшая работа художника-постановщика — Золото: Лотар Холлер
  - Лучшее исполнение мужской роли второго плана — Золото: Флориан Лукас
- 2004 — Премия «Бодил»
  - Лучший неамериканский фильм
- 2004 — Премия «Гойя»
  - Лучший европейский фильм
- 2004 — Премия «Сезар»
  - Лучший фильм Европейского союза

Вошёл в список ста лучших фильмов мирового кинематографа журнала Empire.